# Большое Раменье (Тверская область)
 Большое Раменье  — деревня в Сандовском районе Тверской области.

## География
Находится в северо-восточной части Тверской области на расстоянии приблизительно 18 км по прямой на восток-юго-восток от районного центра поселка Сандово.

## История
Деревня была отмечена уже на карте 1825 года. В 1859 году здесь (деревня Раменье Весьегонского уезда Тверской губернии) было учтено 79 дворов . С 2005 по 2013 год входила в состав Старосандовского сельского поселения, с 2013 до 2020 года в состав ныне упразднённого Топоровского сельского поселения.

## Население
Численность населения: 516 человек (1859 год) , 29 (русские 100%) в 2002 году, 10 в 2010.